# Borovice limba

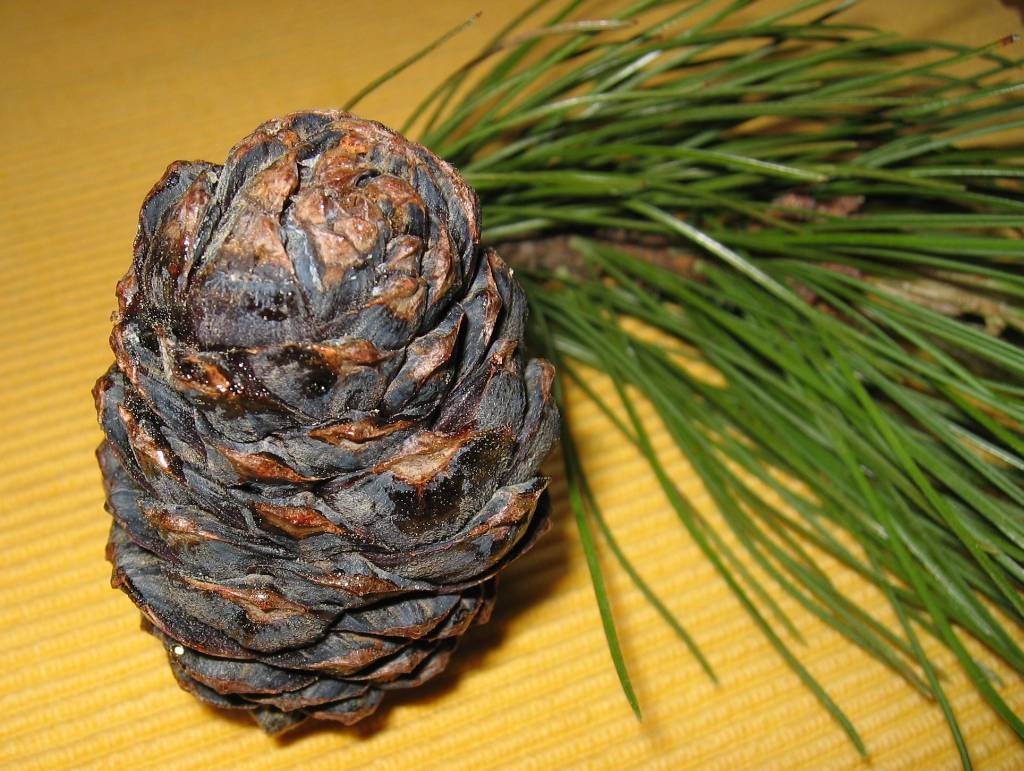
Šiška borovice limby

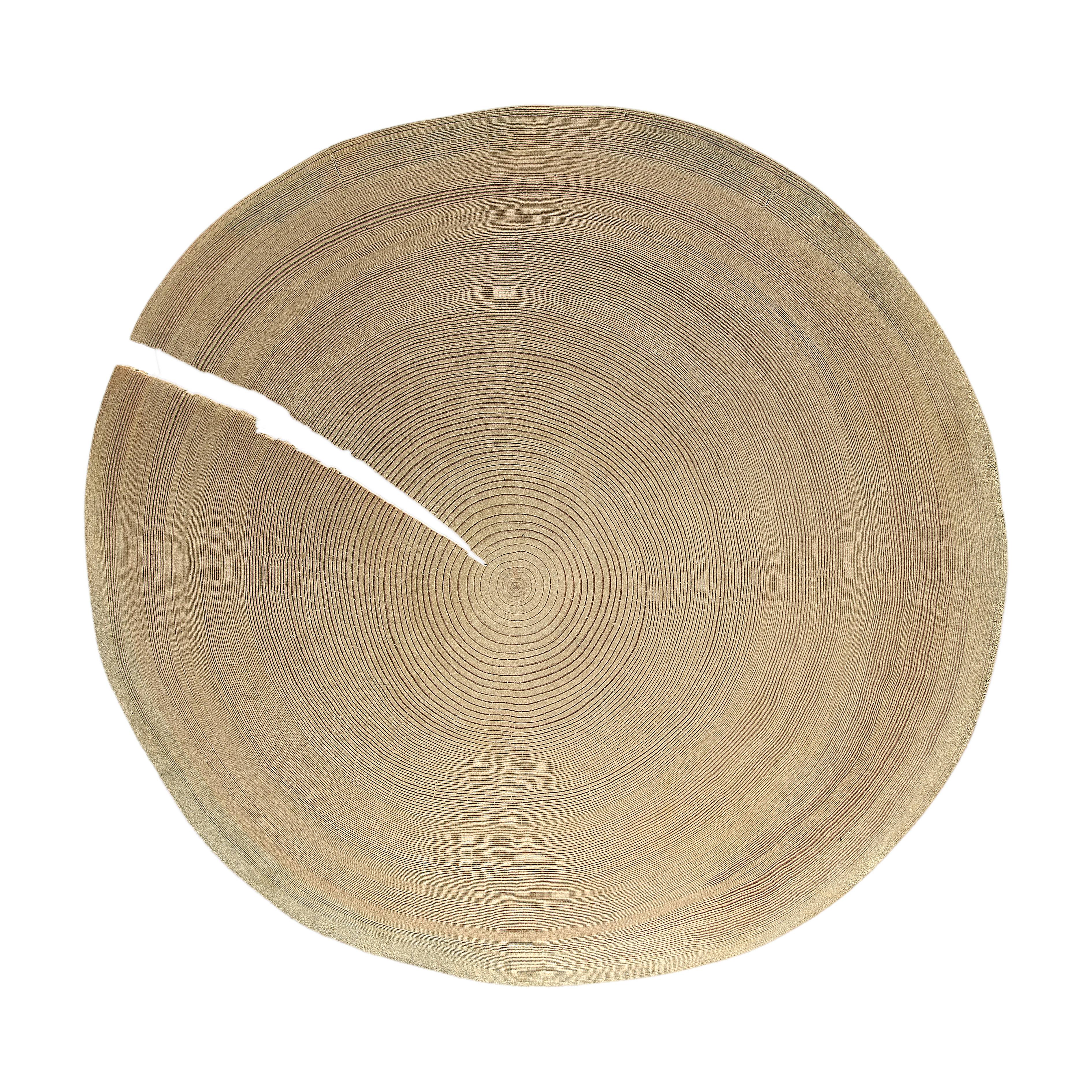
Dřevo borovice limby

Borovice limba (Pinus cembra) je světlomilná vysokohorská jehličnatá dřevina, rostoucí roztroušeně podél horní hranice lesa v pásmu borovice kleče. Dožívá se vysokého věku, 400 až údajně 1000 let. Je velmi mrazuvzdorná, snáší nízké teploty až −60 °C.

## Nomenklatura
P. cembra L. subsp. cembra
Nomenklatorická synonyma
≡Pinea cembra (L.) Opiz,  1839
≡Apinus cembra (L.) Neck.,  1790
≡Strobus cembra (L.) Moldenke,  1939
Taxonomická synonyma
=Pinus montana Lam.,  1795 (nom. illeg.), non Miller,  1768 (=P. mugo)
=Pinus montana Salisb., 1796 (nom. illeg.)
=Cembra montana Opiz,  1852
=Pinus cembra L. var. helvetica Lodd.  1838
=Pinus cembra subsp. communis Endl.,  1847
P. cembra subsp. sibirica (Du Tour) Krylov,  1914
Basionym
Pinus sibirica Du Tour,  1803
Nomenklatorická synonyma
≡Pinus cembra L. var. sibirica (Du Tour) G. Don,  1830
Taxonomická synonyma
=Pinus coronans Litv.,  1913
=Pinus hingganensis H.J.Zhang,  1985
=Pinus sibirica Du Tour var. hingganensis (H.J.Zhang) Silba,  1990

### Systematika
Tento druh je v některých zdrojích dělen do dvou geograficky jasně separovaných, ale morfologicky málo vyhraněných poddruhů, často hodnocených jako samostatné druhy:
1. P. cembra subsp. cembra – borovice limba
2. P. cembra subsp. sibirica (Du Tour) Krylov, 1914 – borovice sibiřská

Nejlépe se tyto poddruhy rozliší podle tloušťky slupky jádra: subsp. sibirica má slabší skořápku – s tím souvisí i slabší tloušťka zobáku východní varianty ptáka ořešníka kropenatého, jehož zásluhou se tento druh přirozeně šíří [cf. paralelní variabilita].

## Popis
Strom, vysoký 18 až 22 m (subsp. cembra), resp. až 35 m (subsp. sibirica), rovný kmen, občas polykormní, hustá kuželovejčitá koruna téměř k zemi. Kůra v mládí hladká, šedozelená, později šedohnědá šupinatá borka. Letorosty rezavě hnědé, plstnaté, později tmavnou do černohněda. Pupeny 7–10 mm, vejčité, zašpičatělé. Jehlice stříbřitě zelenomodré po pěti ve svazečku, 6–12 cm, 1 mm široké, hustě nahloučené, odstávající, na větvích 5 a více ročníků jehlic — proto působí kompaktním dojmem. Na vnitřní straně bělavé proužky průduchů, na hřbetu tmavě zelené, bez průduchů. Šišky 5–8 cm, 4–5 cm široké, nezralé nafialovělé, zralé hnědé. Postrádají hygroskopická pletiva, umožňující jejich otevírání. Opadávají vcelku i se semeny třetím rokem. Semena (oříšky) jedlá, neokřídlená, na většině stanovišť rozšiřována ptákem ořešníkem a hlodavci. Většinou přeléhají 1–2 roky, pak klíčí.

## Areál rozšíření
P. cembra subsp. cembra se vyskytuje v Alpách (1600 – 2400 m; jihovýchodní Francie, jižní Švýcarsko, severní Itálie, západní Rakousko), v Tatrách (1400 – 1900 m;jih Polsko a severní Slovensko) a v Karpatech (1400 – 1700 m; jihozápadní Ukrajina, severní a střední Rumunsko). V Česku je běžná v okrasných výsadbách a občas i v lesnických výsadbách pro svoji odolnost (imise, rekultivace).
P. cembra subsp. sibirica (Du Tour) Krylov, 1914 – borovice sibiřská – v mnoha zdrojích uznávána jako samostatný druh. Zaujímá rozsáhlý areál na Sibiři, od Uralu a Kazachstánu po Dálný Východ a zasahuje na jih do severního Mongolska a severovýchodní Číny (zejména provincie Chej-lung-ťiang a autonomní oblast Vnitřní Mongolsko). Její nejvýchodnější výskyty v geograficky odděleném areálu bývají označovány jako samostatná varieta P. cembra var. hingganensis (H.J.Zhang) Silba, 1990. Roste ve výškách od 800 do 2400 m. V Česku je v kultuře rozšířena jen v arboretech (Sofronka, Peklov) nebo v lesnických provenienčních experimentálních výsadbách. V poslední době nachází uplatnění i v okrasných výsadbách. Mimo to, že dorůstá do výšky až 35 m, v kultuře je sotva rozlišitelný od evropského typového poddruhu.

## Využití
Dříve velmi ceněná pro kvalitu dřeva (nábytkářská dýha), dnes většinou chráněna, protože se vyskytuje převážně v národních parcích. Limbové oříšky jsou (v Rusku) sbírány jako potravina.
Dnes také používána pro stavbu roubených staveb.
Borovice obecně patří mezi hospodářsky nejdůležitější jehličnaté dřeviny. Především poskytují většinou velmi kvalitní dřevo a velký význam mají i v zahradní architektuře. Dříve sloužily i jako zdroj balzámového oleje (terpentinu), který se získával tzv. smolařením. Z něj se extrahovala např. kalafuna a terpentinové silice, užívané jako rozpouštědla k ředění barev nebo v lékařství (inhalace, léčba TBC apod.).